# Zasłuczne
Zasłuczne (ukr. Заслучне) – wieś na Ukrainie, w obwodzie chmielnickim, w rejonie chmielnickim, siedziba hromady. W 2001 liczyła 1148 mieszkańców, spośród których 1139 wskazało jako ojczysty język ukraiński, a 9 rosyjski.